# عامل-F (عامل التحويل)
العامل-F، في مجال الأشعة التشخيصية، هو عامل تحويل بين الرونتجن (وحدة إشعاعية) والراد (أو، في الوحدات الأكثر حداثة، الكولوم/كغم إلى جراي). وبعبارة أخرى، فإنه يتم تحويله بين مقدار التأين في الهواء (الرونتجن) والجرعة الممتصة في النسيج (الراد). والمحددان لعامل-F هما Z الفعال للمادة ونوع الإشعاع المؤين قيد البحث. ونظرًا لأن Z الفعال الخاص بالهواء والنسيج الناعم هو تقريبًا واحد، فإن العامل-F هو تقريبًا 1 للكثير من تطبيقات التصوير بالأشعة السينية. ومع ذلك، فإن العامل F في العظام يصل إلى 4 بسبب ارتفاع Z الفعال.